# Beugniot-Hebel

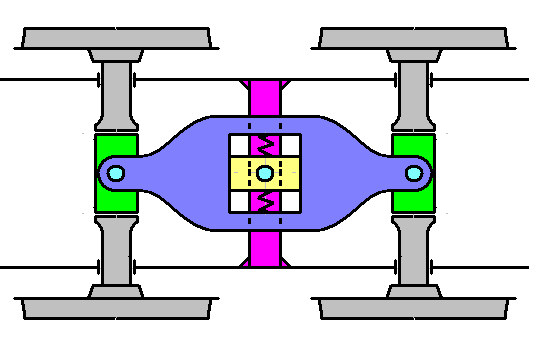
Zwei parallel verschiebbare Achsen sind mit einem Beugniot-Hebel (blau) verbunden, damit sie sich Gleiskrümmungen anpassen können.

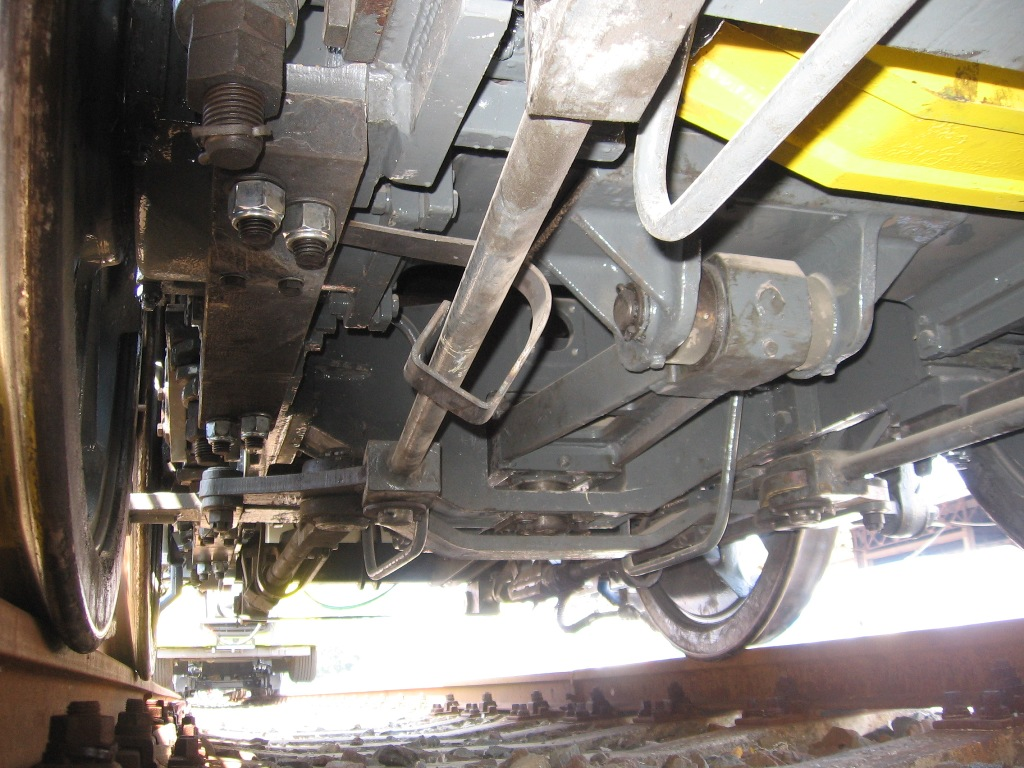
Beugniot-Hebel an einer Lok der Baureihe 106 der DR

Der Beugniot-Hebel ist ein mechanisches Bauteil in einigen Lokomotiven mit Kuppelstangen, das zur Verbesserung der Kurvengängigkeit dient. Es wurde nach seinem Erfinder Édouard Beugniot benannt.
Beugniot entwickelte um das Jahr 1860 als Chefingenieur bei der Firma André Koechlin & Cie im elsässischen Mülhausen ein System, bei dem die vier Radsätze im Fahrzeugrahmen jeder zwar seitenverschiebbar gelagert ist, doch die Verschiebung der zwei vorderen Radsätze durch einen zweiarmigen Hebel gegenläufig gekoppelt ist. Auch in den Mitten der zwei hinteren Radsatzachsen greift – ganz gleich – seitlich formschlüssig ein solcher Beugniot-Hebel an, der in seiner Mitte um eine vertikale Drehachse gelagert, ist um diese Verschiebungen gegengleich zu halten. Das Fahrzeug wird entlang der zwei Hebeldrehachsen seitenmittig zentriert, deren Abstand bildet die Führungslänge des Fahrzeugs.
Durch seitliche Führungskräfte der Gleis-Fahrschulter auf die Spurkränze werden die vier Radsätze in der Art verschoben, dass alle Radsatzmitten nahe der Gleismitte liegen.
Weil ihre Achsen dabei parallel und auf unveränderten Abständen bleiben, ist Stangenantrieb über Kuppelstangen möglich, allerdings müssen die Kuppelzapfen an den Rädern entsprechend lang ausgebildet sein, um unterschiedliches seitliches Verschieben der einzelnen Radsätze gegenüber den Kuppelstangen zu erlauben.
Die Führungskräfte des Gleises auf das Fahrzeug verteilen sich über die Hebel gleichmäßiger auf alle Achsen, wodurch eine Verringerung der Abnutzung der Spurkränze erreicht wird. Durch die Querbeweglichkeit der Radsätze entfallen die sonst bei Lokomotiven mit starren Rahmen zum Zwecke eines zwängungsfreien Laufes in Weichen, Kurven und engen Gleisbögen üblichen Spurkranz- und Rückenschwächungen. Die Führungslänge der Lokomotive wird durch den Abstand der beiden festen Beugniothebel-Drehpunkte gebildet.
Radsätze, paarweise auf Drehgestellen, schmiegen sich Gleisbögen deutlich besser an, weil sie sich auch verdrehen können, doch nicht vollständig, weil sie ja paarweise parallel ausgerichtet bleiben, etwa in der Richtung des Gleisradius am Ort der Drehgestellachse. An Fahrzeugen mit sehr langem Radstand ist die Verdrehbarkeit durch Drehgestelle ein großer Vorteil, an kurzen schwindet der Vorteil so weit, dass die konstruktiv einfachere Lösung hebelgekoppelter Achsverschiebung bisweilen bevorzugt wird.
In Deutschland wurden Beugniot-Hebel vor allem in der Mitte des 20. Jahrhunderts verwendet. Die bekanntesten Beispiele hierfür sind wohl die MaK-Stangenlokomotiven und die Lokomotiven der Baureihen 105 und 106 der DR, aber auch in Dampflokomotiven wie der DB-Baureihe 82 wurden diese Hebel genutzt.